# Robert Nighthawk
Robert Lee McCollum, född den 30 november 1909 i Helena, Arkansas, död den 5 november 1967 på samma plats, var en amerikansk bluesmusiker (främst slidegitarr, men ibland munspel), sångare och låtskrivare. Han gjorde inspelningar under pseudonymerna Robert Lee McCoy, Ramblin' Bob, Peetie's Boy och Robert Nighthawk.
Robert Nighthawk valdes in i Blues Hall of Fame av Blues Foundation 1983. Albumet Live on Maxwell Street 1964 valdes in 1989 (det vann även Blues Music Award 1980 i kategorin Reissue Album) och Nighthawks singel "Black Angel Blues" blev invald 2007.